# Festa del Carmine (Napoli)
(Ferdinand Gregorovius)

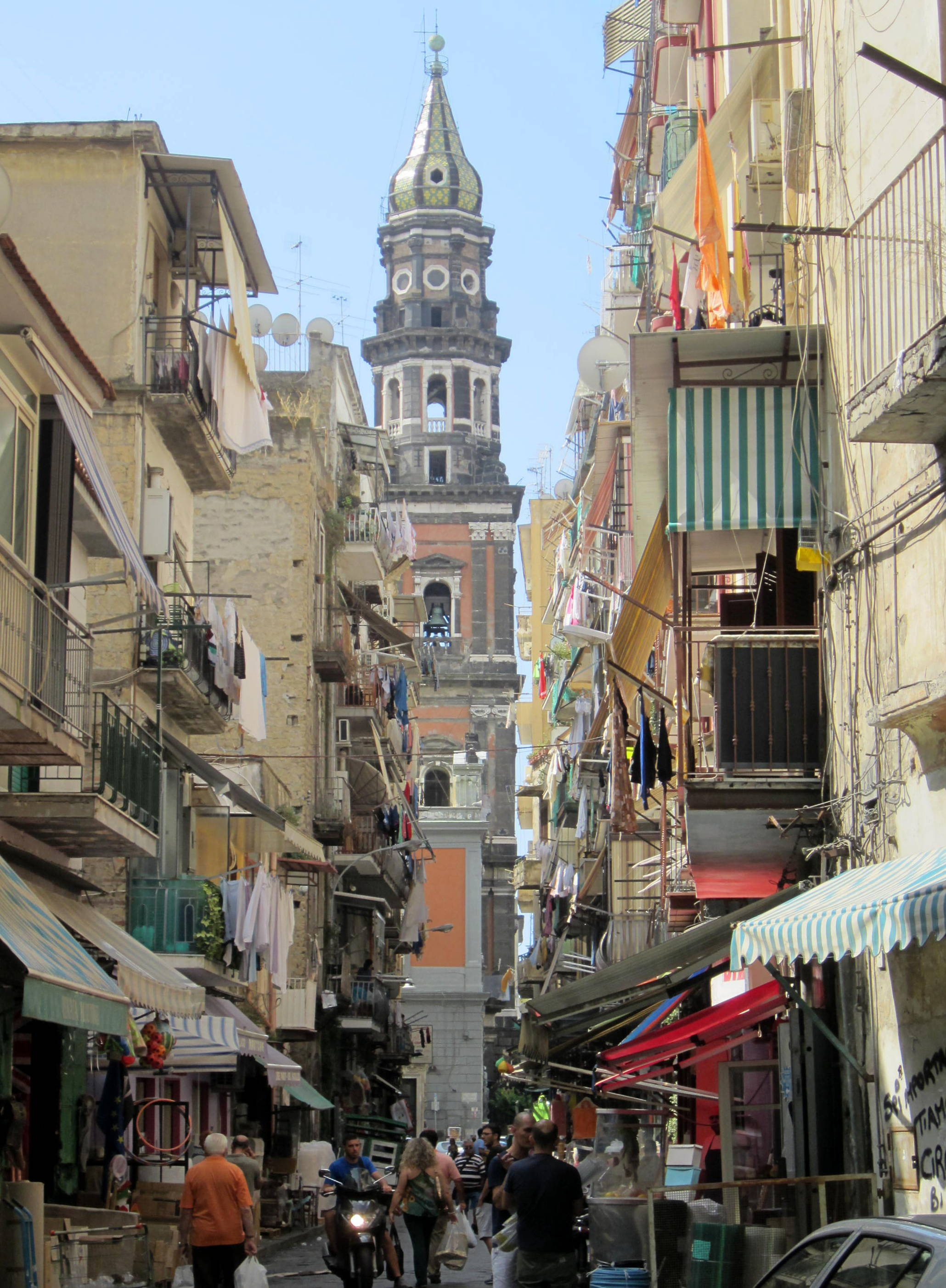
Campanile del Carmine da una strada della zona Mercato

La Festa del Carmine (in napoletano festa d''o Carmene) è una festa tradizionale tra le più importanti e sentite di Napoli, in particolare dei quartieri Mercato, Pendino e Porto. Si celebra nei giorni della ricorrenza cristiana della Madonna del Carmelo che ricade il 16 luglio. L'evento principale dei festeggiamenti è la simulazione dell'incendio del campanile più alto della città, il campanile della Chiesa del Carmine Maggiore, la sera del 15 luglio. 

## Origini

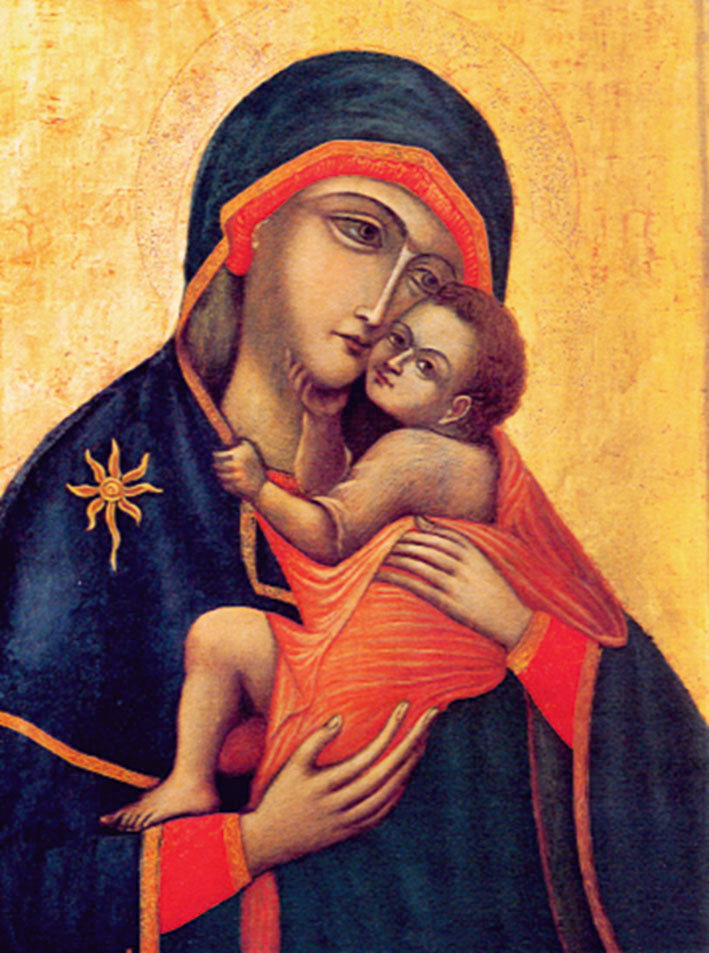
Copia dell'icona della Madonna Bruna

Oggetto delle celebrazioni è Nostra Signora del Monte Carmelo (o anche del Carmine), uno dei titoli sotto cui viene invocata Maria, madre di Gesù, la cui memoria liturgica è fissata dal calendario romano generale il 16 luglio.
Secondo la tradizione dei monaci cristiani emigrando dalla Palestina a causa delle persecuzioni dei Saraceni portarono a Napoli un'immagine glicofilusa della Madonna venerata sul monte Carmelo, che per il colore della pelle viene definita Madonna Bruna, collocata secondo tradizione in una chiesa titolata a San Nicola concessa in seguito ai carmelitani e divenuta la Chiesa del Carmine. Il primo documento storico della presenza dei carmelitani si ha nel 1268 e l'icona sembrerebbe opera di scuola toscana del XIII secolo. Il culto è particolarmente sentito dai napoletani che hanno l'abitudine di usare l'esclamazione "Mamma d'o Carmene", indicando proprio l'icona della Madonna Bruna della Chiesa del Carmine maggiore.
Alla festa della Madonna del Carmelo si sono poi legate le celebrazioni per la vittoria della coalizione cristiana capeggiata da Carlo V in cui prese parte anche il Regno di Napoli contro gli ottomani nell'assedio del 1535 della Goletta, fortezza posta a difesa di Tunisi. L'evento veniva ricordato ogni anno e celebrato con la costruzione di un fortino di legno a cui si dava fuoco, con il tempo il fortino fu sostituito dal campanile del Carmine.

## Storia

### 1647
Il quartiere Mercato è stato fulcro delle rivolte del 1647 guidate da Masaniello, iniziate proprio durante le prime celebrazioni della festa e terminate con la morte di Masaniello nel giorno della ricorrenza. Nel 1647 un frate del convento del Carmine, Savino Boccardo, era incaricato di dirigere la giostra degli Alarbi, compagnia di ragazzi del quartiere che armati inscenavano l'assalto e la difesa del fortino di legno al centro di piazza Mercato da incediare in occasione della festa. Masaniello ricevette dal frate la guida degli Alarbi, che capeggiati da Masaniello diedero inizio alla rivolta terminata il 16 luglio 1647 con la morte di Masaniello, che cercando rifugio nella Basilica del Carmine, prima di morire pregò di poter partecipare alla tradizionale cavalcata in onore della Vergine.

### Periodo borbonico
In epoca borbonica i sovrani in omaggio alla Madonna Bruna ogni anno erano soliti donare due barili di polvere da sparo per gli spettacoli pirotecnici.

## Svolgimento
(Alberto Savino)
I festeggiamenti iniziano già nei giorni precedenti al 16 luglio, il culmine è nella sera della vigilia, con il tradizionale spettacolo pirotecnico e la simulazione dell'incendio del campanile del Carmine.